# Thelairodrino gracilis
Thelairodrino gracilis là một loài ruồi trong họ Tachinidae.